# Porretta Terme
Porretta Terme – miejscowość i gmina we Włoszech, w regionie Emilia-Romania, w prowincji Bolonia.
Według danych na styczeń 2009 gminę zamieszkiwały 4784 osoby przy gęstości zaludnienia 141 os./1 km².
Miejscowość ta jest znana z licznych term.